# Giacomo Poselli
Giacomo Poselli - em albanês, Xhakom Pozelli (Salônica, 22 de julho de 1922 — 30 de agosto de 2007) foi um futebolista albanês que atuava como goleiro.

## Carreira
Nascido em Salônica, Poselli defendeu apenas 2 clubes em sua carreira, iniciada aos 24 anos de idade: o Flamurtari Vlorë e o 17 Nentori Tiranë (atual KF Tirana). Aposentou-se em 1949, voltando para a Itália (país de origem de sua família) no mesmo ano.
Pela Seleção Albanesa, o goleiro disputou 8 jogos entre 1946 (integrou o elenco que venceu a Copa dos Bálcãs) e 1948, mas 7 são considerados oficiais. Sua verdadeira identidade foi escondida pelo Partido do Trabalho da Albânia, obrigando os torcedores a pensarem que o goleiro era albanês de nascimento, sendo chamado de Buzeli ou pelo sobrenome original. De qualquer forma, foi o primeiro jogador nascido fora da Albânia a ser convocado para a Seleção - um "estrangeiro" só voltaria a defender os Kuq e Zinjtë 50 anos depois, com o também goleiro Arian Beqaj (nascido no atual Kosovo) disputando 43 partidas entre 1998 e 2011.
Poselli veio a falecer em 30 de agosto de 2007, aos 85 anos de idade.

## Títulos

### Seleção Albanesa
- Copa dos Bálcãs: 1946